# Сан Стефано (улица във Варна)
„Сан Стефано“ е улица във Варна, намираща се в район Одесос. Носи името на Сан Стефано - селището, където завършва Руско-турската освободителна война (1877 – 1878) и е подписано Санстефанското примирие.
Простира се между улица „Преслав“ и плувен комплекс „Приморски“.

## История
Според свидетелства на гръцкия консул във Варна Андреас Пападопуло Вретос през 1856 г. на тази улица във Варна функционира местния Рибен пазар (Балък пазар). Той се оформя като търговско средище с големи магазини и складове в контактната зона между тогавашните арменска, гръцка, еврейска и турска махали.

## Обекти
Северна страна
- Областна дирекция на МВР Варна
- Римски терми